# Visiteur inattendu
Pour les articles homonymes, voir Le Visiteur inattendu (homonymie).
Le Visiteur inattendu (russe : Не ждали, On ne [l']attendait pas) est une toile du peintre russe Ilia Répine (1844-1930), peinte entre 1884 et 1888. Elle fait partie des collections de la Galerie Tretiakov,.
Répine commence à travailler sur de premières versions de la toile en 1884, dans sa maison de campagne de Martychkino (ru). Il la montre cette même année dans la 12e exposition itinérante des Ambulants, d'abord à Saint-Pétersbourg et ensuite dans d'autres villes de Russie.
Elle est achetée en 1885 au peintre par Pavel Tretiakov. Ilia Répine continue cependant à y travailler. Il y apporte ainsi plusieurs changements en 1885, 1887 et 1888, qui portent surtout sur le visage de l'homme entrant dans la pièce.
L'instant représenté est celui de la première réaction de sa famille au retour d'exil d'un narodnik. Le tableau s'attache à représenter la diversité psychologique des réactions des différents personnages. Ce retour a également une signification politique que Répine explore et expose avec retenue, mais qui suscita l'intérêt de ses contemporains.

## Conception, création et présentation de l'œuvre
Le Visiteur inattendu fait partie de la série des Narodniki qui comprend également les tableaux Arrestation d'un propagandiste ((ru)« Арест пропагандиста » 1880-1889, 1892), Avant la confession ((ru) « Перед исповедью » ou « Отказ от исповеди », 1879—1885), Réunion ((ru) « Сходка » 1883),.
Répine commence à y travailler au début des années 1880, après l'assassinat du tsar Alexandre II, survenu le 1er mars 1880 (13 mars dans le calendrier grégorien), et également après l'exécution publique de ses auteurs, le 3 avril 1881 (15 avril dans le calendrier grégorien), à laquelle il assista personnellement.
Il existe deux versions très différentes du tableau. La première est commencée en 1883, et représente le retour d'une étudiante, dans sa famille. Cette peinture, peinte à l'huile sur bois, est d'un format relativement petit, 45,8 × 37 cm,. Quinze ans après, en 1898, Répine retravaillera cette version, en apportant plusieurs changements à la figure de la jeune femme, qui rappelle par son visage sa fille Nadia. Elle se trouve aussi actuellement dans les collections de la Galerie Tretiakov.
Ilia Silberstein (ru), historien d'art, dans un article de 1948 intitulé  « Nouvelles pages de la biographie créatrice de Répine » note à propos de la première version du tableau d'Ilia Répine Visiteur inattendu (1883), que c'est une jeune fille qui y est représentée comme personnage principal. Son habillement de révolutionnaire ressemble fort à  celui de L'Étudiante du tableau de Nikolaï Iarochenko. Les héroïnes sont toutes deux vêtues d'un plaid avec un petit bonnet sur la tête. Répine a vu ce tableau de Iarochenko lorsqu'il a visité la XIe exposition des Ambulants. Ilia Silberstein suggère que lorsque Répine a vu L'Étudiante et lu les critiques sur ce tableau dans la presse, il a décidé  de remplacer le personnage de la jeune fille dans la seconde version de son tableau par celui d'un jeune homme.

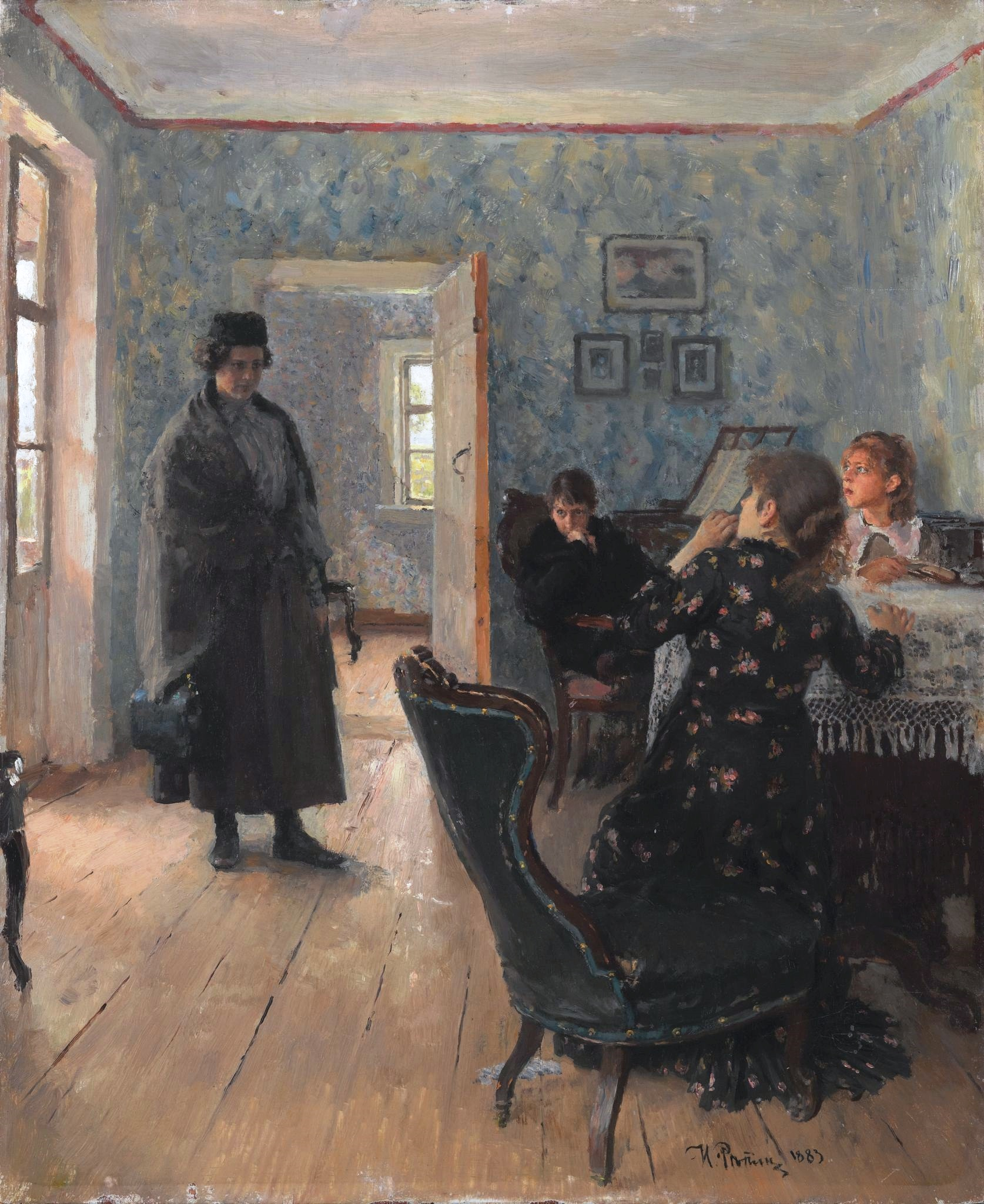
Visiteur inattendu - 1re version (1883)

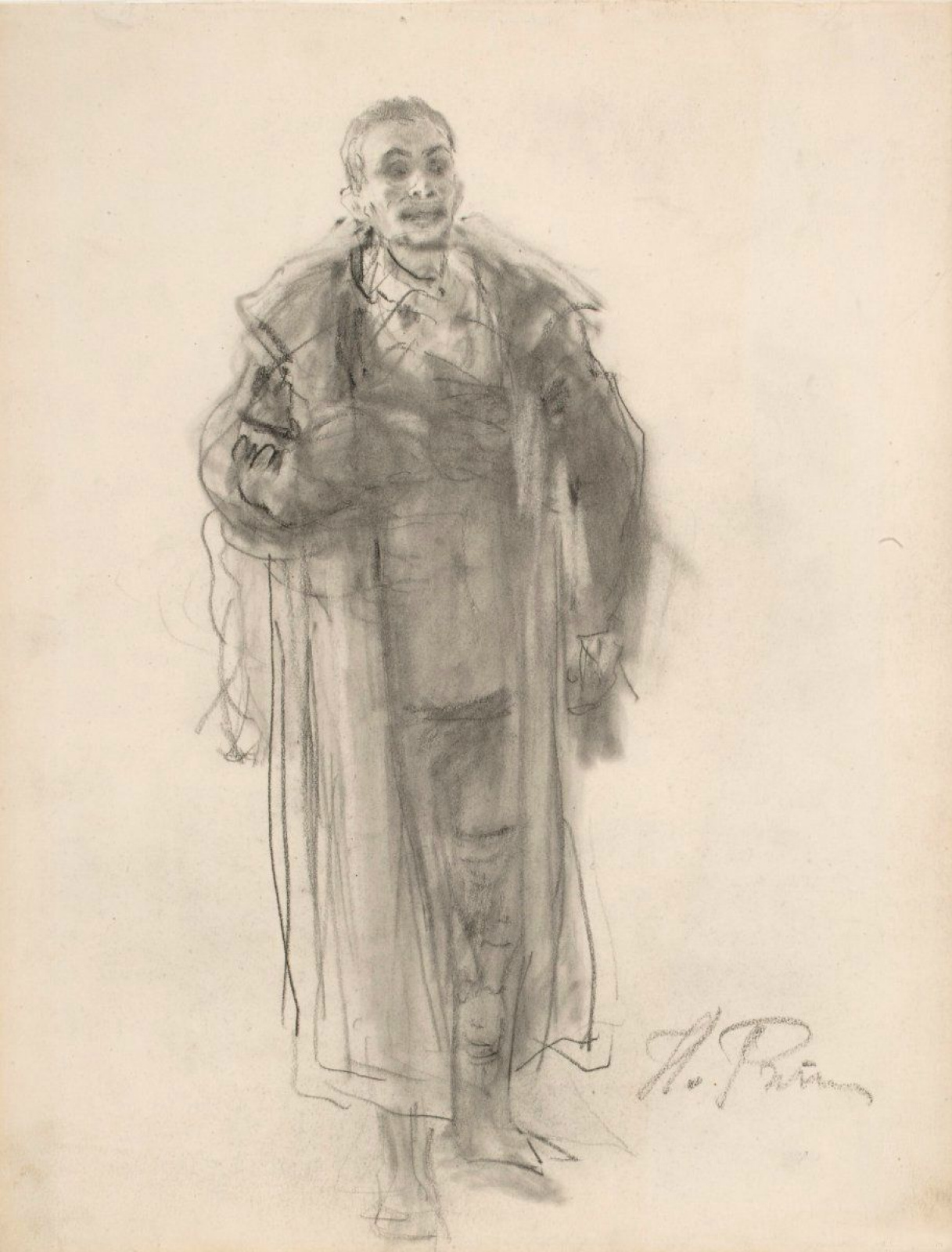
Dessin préparatoire pour le Visiteur Inattendu (1884)

En 1884, Répine commence à peindre une seconde version, qui sera la principale. Elle est de format bien plus important, et c'est un homme qui rentre dans la pièce et non une femme. Le peintre y travaille dans sa maison de campagne de Martychkino (ru), près de Saint-Pétersbourg, et ce sont des membres de sa famille et des connaissances qui posent pour le tableau. Vera Alexeïevna, la femme de Répine, est ainsi en partie le modèle de la mère de l'homme de retour, avec Varvara Komarova (ru),  Evguenia Chevtsova, tante du peintre, celui de la mère, Sergueï Kostytchev (ru), le fils d'un voisin, qui sera ensuite un biochimiste renommé, professeur et académicien, celui de l'enfant, Vera Repina, fille aînée du peintre, celui de la jeune fille, et une employée des Repine, celui de la femme de chambre,,. On pense que le visage de l'homme qui entre est celui de Vsevolod Garchine, au portrait duquel Répine travaille en 1884 : dans une version intermédiaire du tableau, la ressemblance avec l'écrivain est complète,,.
Dans un premier essai, le père de l'exilé est également représenté, prévenant tous les autres de son arrivée. Le critique Vladimir Stassov mentionne aussi la silhouette « d'un vieillard ». Dans la version finale, Répine ne laisse que les personnages qui, de son point de vue, sont nécessaires pour développer psychologiquement le thème qu'il a choisi et pour la « cohérence de l'action scénique ».
La peinture est intégrée, dès 1884, à la 12e exposition itinérante des Ambulants, qui était alors à Saint-Pétersourg. Pavel Tretiakov ne se presse pas de l'acheter. Il déclare à Répine qu'il y a dans la toile « beaucoup de qualités, mais aussi encore des défauts : son sujet ne l'intéresse pas, mais il touchera, lui semble-t-il, le public ». Répine lui-même n'est alors pas complètement satisfait de la façon dont le tableau traite visuellement du thème du retour d'exil.
Le Visiteur inattendu voyage ensuite avec l'exposition des ambulants dans différentes villes de Russie. A la fin de ce voyage, Pavel Tretiakov fait savoir au peintre qu'il s'est décidé à acheter la toile. Répine a reçu une autre offre, de Fiodor Terechtchenko (ru), et se refuse à la vendre, d'autant plus qu'il s'apprête à retoucher le personnage masculin. Quand ce travail est terminé, Pavel Tretiakov parvient finalement à faire entrer le tableau dans sa collection, en portant le prix d'achat de 5 000 à 7 000 roubles.
Répine aura donc retravaillé au tableau en 1885, 1887 et 1888. Les modifications qu'il y a faites portent surtout sur l'expression du visage de l'homme qui rentre dans la pièce. La toile dans son état d'avant les modifications de 1885 a été photographiée par Andreï Denier (ru), qui a offert cette photographie en 1884 au critique d'art Vladimir Stassov.
Selon le conservateur de la Galerie Tretiakov Nikolaï Moudroguel, Répine fit après la vente une dernière correction au visage de l'homme, en l'absence de Pavel Tretiakov, en déclarant aux ouvriers de la galerie « ne vous inquiétez pas. J'ai parlé avec Pavel Mikhaïlovitch. Il sait, ce que je m'apprête à faire ». Les changements ne plurent pas à Tretiakov, qui considéra qu'ils avaient gâté le tableau.

## Sujet, traitement et portée symbolique du tableau
L'instant représenté sur la toile est celui où un homme entre dans une pièce. C'est un exilé, probablement un activiste du mouvement La Volonté du Peuple, revenant d'une région éloignée de Russie. Il est évident qu'il n'était pas attendu par les personnes présentes, dont on comprend qu'il s'agit de proches.

Répine y exprime toute la gamme de leurs émotions, dans leur diversité, et dans l'instant même où elles naissent. Il y a la joie hésitante de la femme assise au piano, l'épouse de l'homme de retour d'exil, et celle du garçon, assis à table, la jeune fille qui regarde sur le côté — elle n'a pas probablement encore compris qui est l'homme — l'étonnement méfiant de la femme de chambre, debout dans l'entrée, la femme d'un certain âge, au premier plan — sa mère, dont la silhouette courbée exprime le profond bouleversement,.

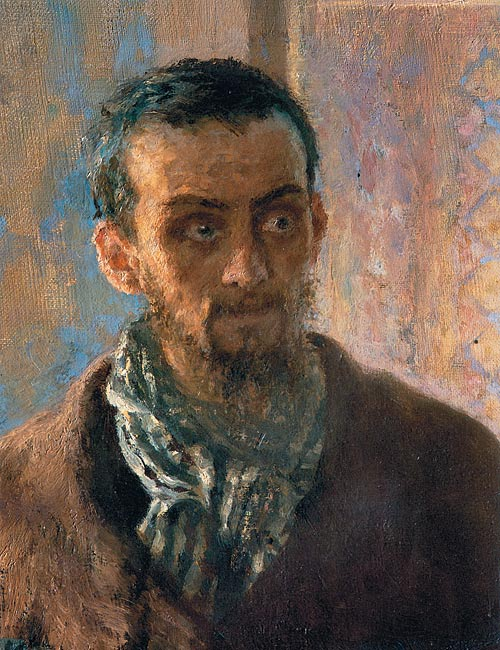
Visiteur inattendu - Détail

L'émotion de l'homme est aussi palpable. Répine a peint et modifié au moins trois fois l'expression de son visage, et l'inclinaison de sa tête. Le peintre a hésité, comme s'il avait eu à choisir entre l'élévation du héros et la lassitude du martyr, et il a finalement retenu une expression de questionnement et d'incertitude, où reste encore aussi de l’héroïsme et de la souffrance.
La composition picturale s'organise autour des figures de l'exilé et de sa mère, et de leur échange de regard. La mère y est le maillon reliant son fils, encore un étranger dans cet intérieur lumineux, aux autres membres de la famille. Le mouvement qu'elle fait vers lui, souligné par le fauteuil qu'elle écarte, est au premier plan du tableau,. Sa main et celle de sa bru, assise au piano, occupent toutes deux le centre du tableau.
Les personnages secondaires, comme l'enfant, assis à la table dans la partie droite du tableau, donnent de la vie, de la consistance et une chaleur lyrique au tableau. D'autres détails y contribuent aussi, comme la posture de la petite fille avec ses jambes singulièrement courbées, et, peint avec sensibilité, tout l'ameublement d'un appartement typique d'une famille de l'intelligentsia de cette époque.
Mais, en même temps qu'il montre la diversité de ces émotions, et comment elles s'entrecroisent et se nouent, Répine fait également surgir la dimension politique et spirituelle d'un retour intervenant après une condamnation pour activité révolutionnaire. Dans cette période où les condamnations à de longues peines sont nombreuses, ce retour est comme « un événement inattendu et miraculeux » et même comme une « résurrection », et le tableau, avec la figure de la mère se levant de son fauteuil à la rencontre de son fils, évoque le traitement de scènes des évangiles, comme la résurrection de Lazare ou la Cène d'Emmaüs, ou également avec le tableau d'Alexandre Ivanov, L'Apparition du Christ au peuple, ou encore, établissant un lien avec le thème de la culpabilité, le retour du fils prodigue.

Le mur de l'appartement est orné de reproductions qui appuient la symbolique politique et morale du tableau. Il s'agit des portraits des écrivains démocrates Nikolaï Nekrassov et Taras Chevtchenko, d'un Christ sur le Golgotha, symbole de la souffrance et de l'expiation, et image pour les intellectuels révolutionnaires de leur mission, et d'une représentation de l'empereur Alexandre II, tué par les narodniki, sur son lit de mort,.

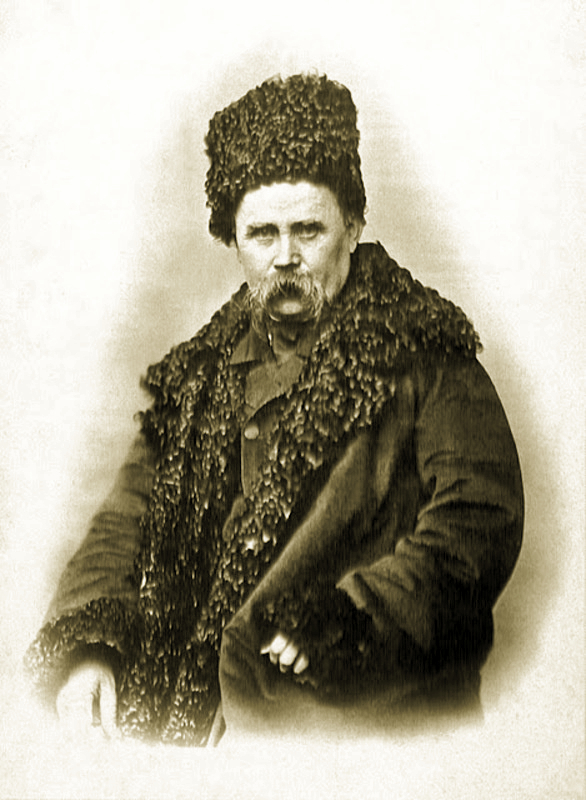
Portait de Taras Chevtchenko
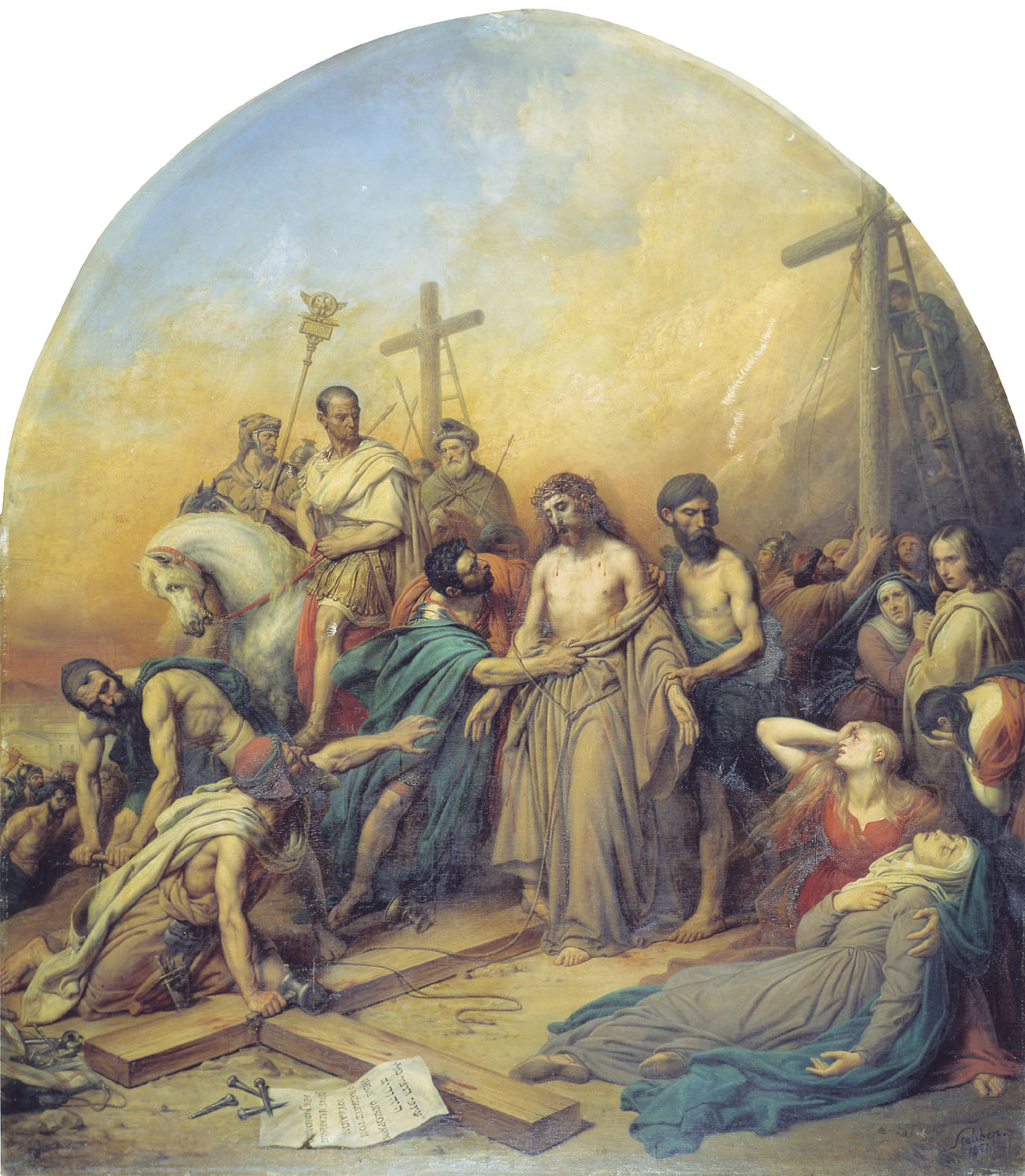
Steinbein : Sur le Golgotha
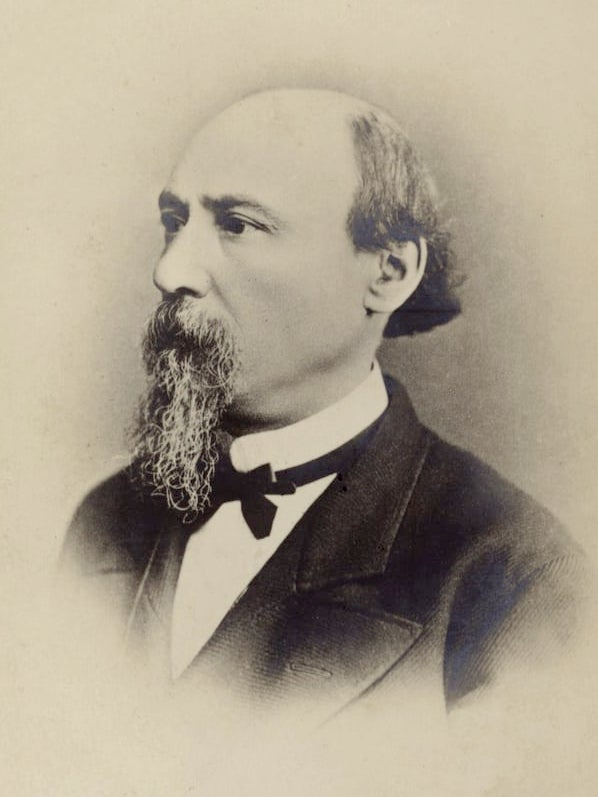
Portrait de Nikolaï Nekrassov
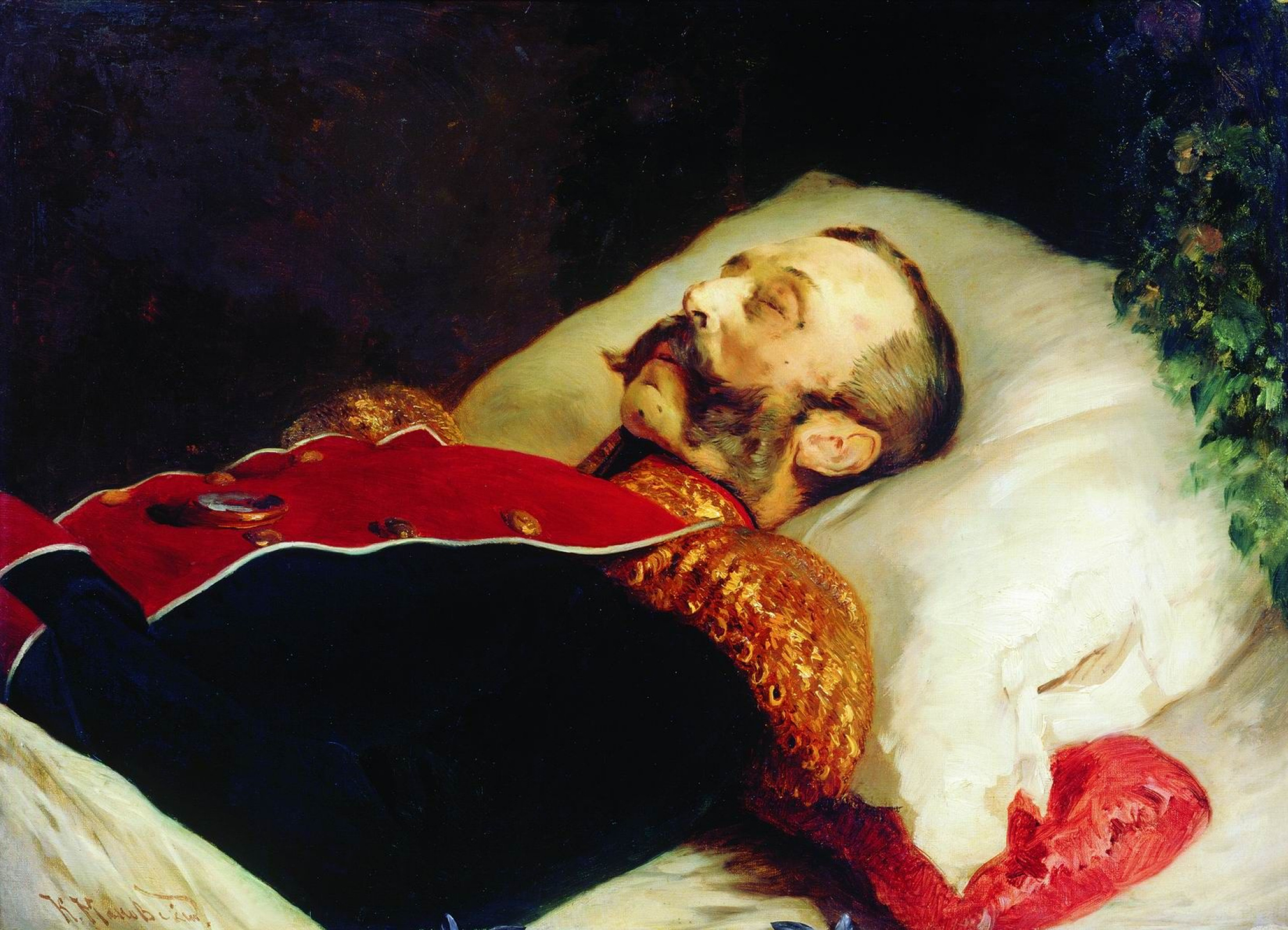
Alexandre II sur son lit de mort

Sur le plan stylistique, le tableau est riche de surprise : l'éclairage latéral, la perspective, le chambranle de la porte et la fenêtre en enfilade, le jeu des cadres rappellent des peintres hollandais. Les couleurs, claires, sont très triturées, « les bleus sont mélangés de vert, les bruns de gris et de violets, les rouges sont violacés ».

## Jugements et critiques
Le critique Vladimir Stassov appréciait hautement le Visiteur inattendu, qualifiant ce tableau de « chef-d'œuvre de l'école russe ». Il écrivit, lorsqu'elle fut exposée par les ambulants, que:

« le tableau de Répine Visiteur inattendu est le plus talentueux et le plus remarquable de l'exposition. Il y a en lui une très grande profondeur, et l'expression d'une pensée lumineuse. Il montre sans rougir et sans hypocrisie notre époque, et le public l'a apprécié et aimé particulièrement pour cela. »

Le peintre et critique Alexandre Benois portait un jugement ambivalent sur le Visiteur inattendu. Dans son livre Histoire de la peinture russe au XIXe siècle, il considère comme des faiblesses du tableau une mise en scène artificielle, des personnages grimaçants et une narration primaire : « le regard y passe d'un mélodrame ampoulé à des personnages plutôt superficiels, mais s'arrête avec plaisir sur un intérieur traité à la perfection, d'un gris plein de force, et d'une peinture vive et simple ».
Le critique d'art Alekseï Fiodorov-Davydov écrit quant à lui dans son livre sur Répine que, :

« Le Visiteur inattendu est une toile éminente de Répine par sa beauté et par la maîtrise des choix picturaux. Elle est peinte sur le motif, en pleine lumière, son colorisme lumineux communique un lyrisme doux et clair, qui adoucit le drame qu'elle représente... Trouvant et montrant des héros effectivement de notre temps, le peintre fait faire un grand pas en avant à la peinture de genre et à la peinture historique. Ou, plus exactement, il leur fait atteindre une force particulière, qui ouvre le chemin d'une peinture de l'histoire contemporaine. »

 Pour l'historien français Alain Besançon, le tableau est exemplaire par la charnière qu'il fait entre peinture et littérature :

« L'habileté de Répine consiste à resserrer, sur la scène suggérée par la perspective classique, les éléments d'un drame qui sur une vraie scène théâtrale ou dans un roman, sont avancés successivement et qui, ici, sont présentés simultanément. L'œil à l'occasion de parcourir ces messages, transports dans la peinture conventionnelle, que sont le vêtement paysan du militant, la pose chancelante de la vieille dame, l'expression des visages, la participation muette de Nekrassov et de Chevtchenko. »

 Toujours selon Fiodorov-Davydov, ce tableau est « la toile la plus significative et la plus notable de celles dans lesquelles Répine aborde un thème révolutionnaire ».

## Postérité

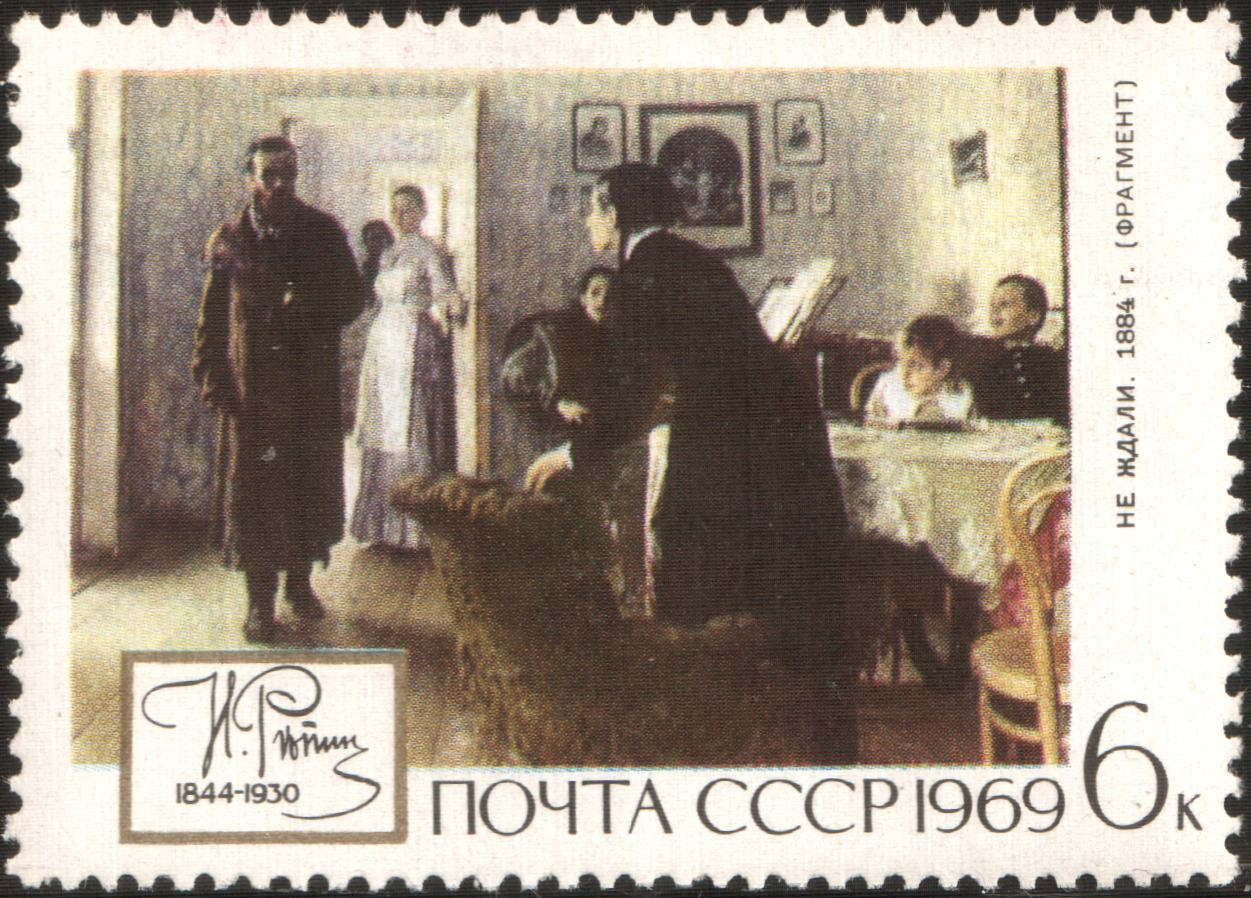
Timbre de la poste soviétique (1969)

Le Visiteur inattendu  figure sur un timbre de la poste soviétique édité en 1969.
Dans les années 1960, Alfred Iarbous réalise une expérience restée célèbre en utilisant cette toile pour mettre en évidence le phénomène de « regard différent sur les choses ».

## Expositions
Ce tableau a été présenté à l'exposition Répine du Petit Palais à Paris du 5 octobre 2021 au 23 janvier 2022.